# Столбовая (приток Подкаменной Тунгуски)
Столбовая (в верховьях Левый Биракчан или Левая Биробчана, в среднем течении — Биракчан или Биробчана) — река в Эвенкийском районе Красноярского края России, правый приток Подкаменной Тунгуски. Длина реки — 161 км. Площадь водосборного бассейна — 5670 км².
Река берёт начало в болотах в южной части Тунгусского плато на территории Центральносибирского государственного природного заповедника, на высоте более 500 м над уровнем моря. От истока преимущественно течёт на юг и юго-запад по холмистой тайге с преобладанием ели, берёзы, кедра, осины и лиственницы. Впадает в Подкаменную Тунгуску по правому берегу на отметке 41 м над уровнем моря, выше впадения Большой Чёрной, в 157 км от устья Подкаменной Тунгуски. Ширина перед устьем составляет 74 м при глубине 1 м, скорость течения в низовьях — 0,7 м/с. 

## Основные притоки
Указаны поименованные притоки длиной 30 км и более
| Название  | Расстояние от устья | Длина | Положение |
| --------- | ------------------- | ----- | --------- |
| Кулингна  | 13                  | 112   | правый    |
| Дулкума   | 52                  | 84    | правый    |
| Талимакит | 54                  | 83    | правый    |
| Аякта     | 92                  | 30    | левый     |

## Данные водного реестра
По данным государственного водного реестра России и геоинформационной системы водохозяйственного районирования территории РФ, подготовленной Федеральным агентством водных ресурсов:
- Бассейновый округ — Енисейский
- Речной бассейн — Енисей
- Речной подбассейн — Подкаменная Тунгуска
- Водохозяйственный участок — Подкаменная Тунгуска от впадения Чуни до устья
- Код водного объекта — 17010500312116100052510